# Delta Connection (Verenigde Staten)
Delta Connection is de naam waaronder een aantal regionale luchtvaartmaatschappijen opereren die voor Delta Air Lines, Inc. korte of middellange afstandsvluchten uitvoeren tussen een aantal Noord-Amerikaanse steden. Hiertoe behoren Republic Airways, SkyWest Airlines en Endeavor Air.
Met deze luchtvaartmaatschappijen heeft Delta meerjarige contracten. Delta koopt bij deze maatschappijen capaciteit in, waarbij Delta de planning, prijzen, reserveringen en ticketverkoop regelt. De vluchten worden als Delta vluchten (DL) aangeduid. Deze overeenkomsten hebben meestal een initiële looptijd van minstens 10 jaar, met de mogelijkheid deze te verlengen. Alleen Endeavor Air is in handen van Delta Airlines Inc..
Per 31 december 2022 hadden deze maatschappijen de beschikking over een vloot van 352 toestellen. De toestellen behoren tot de Bombardier CRJ familie of zijn van het type Embraer 170/175.